# Задние Чуди
Задние Чуди — деревня в Череповецком районе Вологодской области.
Входит в состав Николо-Раменского сельского поселения, с точки зрения административно-территориального деления — в Николо-Раменский сельсовет.
Расстояние по автодороге до районного центра Череповца — 100 км, до центра муниципального образования Николо-Раменья — 10 км. Ближайшие населённые пункты — Новая Ягница, Средние Чуди, Сковятино.
По переписи 2002 года население — 25 человек (9 мужчин, 16 женщин). Всё население — русские.